# Lifelog
 (juillet 2010).
Si vous disposez d'ouvrages ou d'articles de référence ou si vous connaissez des sites web de qualité traitant du thème abordé ici, merci de compléter l'article en donnant les références utiles à sa vérifiabilité et en les liant à la section « Notes et références ».
 (septembre 2016).
Améliorez-le ou discutez des points à vérifier. 

Exemple de webcams utilisées durant une quinzaine d’années par la même personne - de g. à dr. : Mann (1998), Microsoft (2004), Mann, Fung, Lo (2006), Memoto (2013)

Le lifelog ou lifeblog (lit. journal/carnet de vie) désigne le fait d'enregistrer et d'archiver toutes les informations de sa vie. Cela comprend tous les textes, toutes les informations visuelles, tous les fichiers audio, toute l'activité médias, ainsi que toutes les données biologiques provenant de capteurs sur le corps. Les informations seraient archivées pour le bénéfice du lifelogger, et partagées avec d'autres à des degrés divers, et contrôlées par lui seul. L'un des précurseurs du lifelog est Richard Buckminster Fuller, avec son Dymaxion Chronofile (en).